# Tschahbahar
Tschahbahar (persisch چاه‌بهار, DMG Čāhbahār), auch Tschabahar (چابهار, DMG Čābahār) und Chahbahar, ist eine Hafenstadt am Golf von Oman in Iran.

## Geografie
Die Stadt liegt in der Provinz Sistan und Belutschistan und hat etwa 200.000 Einwohner.

## Geschichte
Vor der Imam-Husain-Moschee sprengte sich am 15. Dezember 2010, am Tag des Aschura-Festes, ein Selbstmordattentäter in die Luft. Dabei starben 15 Menschen (nach anderen Angaben 39) und mindestens 50 wurden verletzt. Zur Tat bekannte sich die Gruppe Dschundollah, die als Grund die Hinrichtung ihres früheren Anführers Abdolmalek Rigi im Juni 2010 angab.

## Hafen

### Kapazität
Die Kaianlage ist 3 Kilometer lang und bietet bei einer Wassertiefe von 16,5 m Liegeplätze für 15 Schiffe. Der Hafen hat eine Kapazität von 740.000 TEU und eine Kapazität für den Jahresumschlag von 15 Mio. Tonnen. Im 4000 m² großen Passagier-Terminal können 600 Passagiere gleichzeitig abgefertigt werden.

### Anschluss
Der Hafen ist der einzige Tiefwasserhafen Irans und der bedeutendste der Region. Er weist natürliche Tiefwasserbecken auf, die es auch großen Schiffen ermöglichen, hier anzulegen. Landseitig ist der Hafen derzeit allerdings nur über die Straße angebunden. Es besteht das Projekt einer Bahnanbindung nach Zahedan (Bahnstrecke Zahedan–Tschahbahar) und damit an das Netz der Iranischen Staatsbahn (RAI).

### Bedeutung

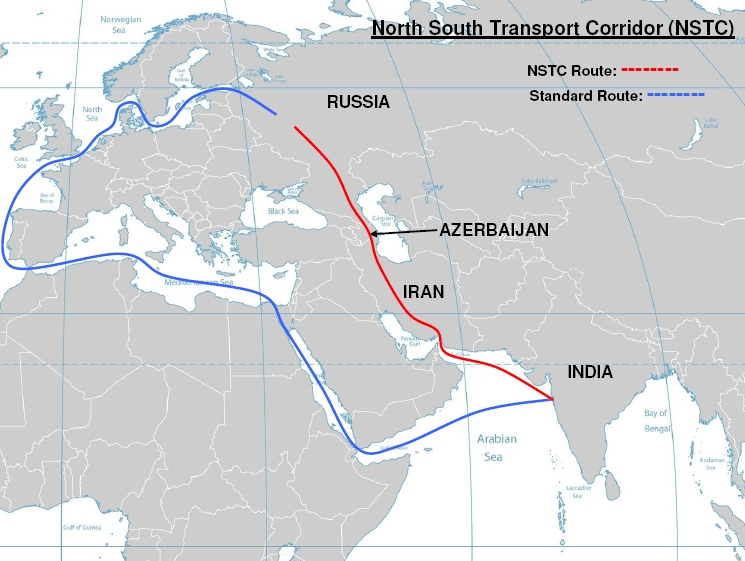
Vergleich der Transportentfernung zwischen Nord- und Osteuropa und Indien

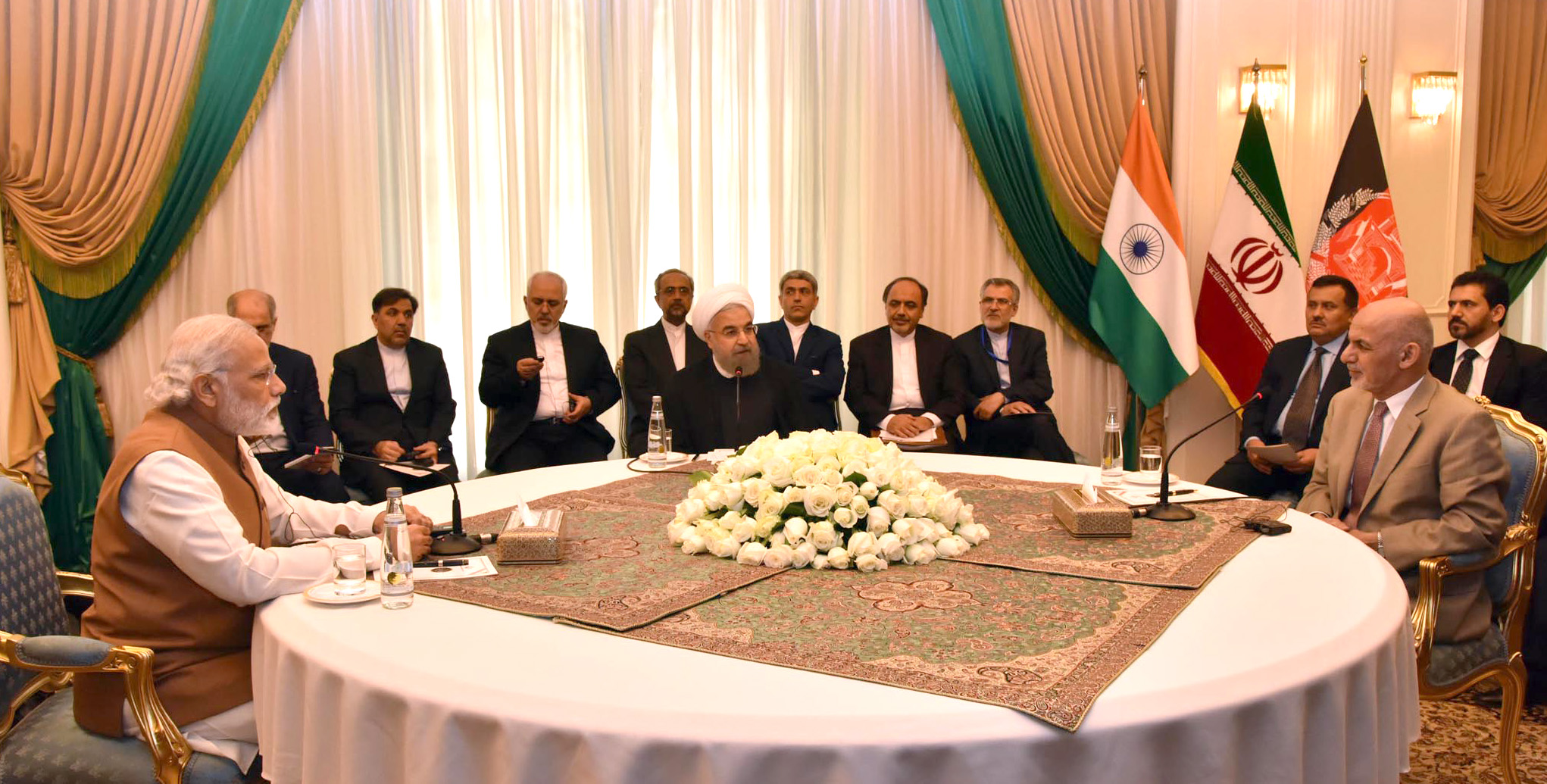
Der afghanische Präsident Aschraf Ghani, der indische Premierminister Narendra Modi und der iranische Präsident Hassan Rohani bei der Unterzeichnung des trilateralen Abkommens zum Ausbau des Hafens

Der Hafen steht hinsichtlich des Hinterlandverkehrs und der militärischen Bedeutung in Konkurrenz zum Hafen von Gwadar in Pakistan: Indien ist am Hafen von Tschahbahar interessiert, um im Verkehr mit Afghanistan Pakistan umgehen zu können, ebenso wie im See- und Landverkehr mit Europa. Diese Verbindung über Iran und Aserbaidschan ist nach Nordeuropa wesentlich kürzer als der reine Seetransport durch den Suezkanal und durch die Straße von Gibraltar.
In Tschahbahar besteht im Zusammenhang mit dessen Hafen eine Freihandelszone, der zugleich der wirtschaftlich bedeutendste Zugang Irans zum Indischen Ozean ist.
Nach dem Abschluss eines Abkommens im Dezember 2018 zwischen Iran und Indien über den Hafen erhielt ein Gemeinschaftsunternehmen aus den indischen Firmen Jawaharlal Nerhu Port Trust und Deendayal Port Trust die Lizenz zum Betrieb des Hafens.